# چرنگکووو
چرنگکووو (به لهستانی:  Czernikowo) یک روستا در لهستان است که در گمینا چرنگکووو واقع شده‌است. چرنگکووو ۲٬۷۵۲ نفر جمعیت دارد.